# Cranioleuca marcapatae
El cola-espina de Marcapata (Cranioleuca marcapatae), también conocido como curutié de Marcapata, es una especie de ave paseriforme de la familia Furnariidae perteneciente al género Cranioleuca; algunos autores sostienen que la presente se divide en dos especies. Es endémica de los Andes del sureste de Perú.

## Distribución y hábitat
Se distribuye únicamente en los Andes del centro sur y sureste de Perú.
Esta especie es considerada poco común en su hábitat natural: el estrato bajo y los bordes de selvas húmedas montanas de la pendiente oriental de los Andes, entre 2400 y 3400 m de altitud, donde prefiere bambuzales Chusquea.

## Estado de conservación
El cola-espina de Marcapata había sido calificado como vulnerable por la Unión Internacional para la Conservación de la Naturaleza (IUCN) hasta el año 2017 debido a la sospecha de que su población, todavía no cuantificada pero presumiblemente pequeña, se encontraba en rápida decadencia debido a la deforestación y a su dependencia de bosques primarios; sin embargo en nueva evaluación en el año 2020 se le considera preocupación menor.

## Sistemática

### Descripción original
La especie C. marcapatae fue descrita por primera vez por el ornitólogo estadounidense John Todd Zimmer en 1935 bajo el mismo nombre científico; la localidad tipo es: «Marcapata, 10.800 pies [c. 3290 m], Cuzco, sureste de Perú».

### Etimología
El nombre genérico femenino «Cranioleuca» se compone de las palabras del griego «κρανιον kranion» que significa ‘cráneo’, ‘cabeza’, y «λευκος leukos» que significa ‘blanco’, en referencia a la corona blanca de la especie tipo: Cranioleuca albiceps; y el nombre de la especie «marcapatae», se refiere a la localidad tipo: Marcapata, Cuzco, Perú.

### Taxonomía
La subespecie C. marcapatae weskei es tradicionalmente tratada como tal por la mayoría de los autores y clasificaciones, pero es reconocida como especie separada de la presente: el cola-espina de Vicabamba (Cranioleuca weskei), por BirdLife International (BLI) y más recientemente por el Congreso Ornitológico Internacional (IOC) con base en diferencias morfológicas y de vocalización.
El par formado por la presente especie y C. weskei (de considerarse separadas) está hermanado con Cranioleuca albiceps.

### Subespecies
Según la clasificación Clements Checklist se reconocen dos subespecies, con su correspondiente distribución geográfica:
- Cranioleuca marcapatae marcapatae (J.T. Zimmer, 1935) – sureste de Perú en el departamento del Cuzco, en las cordilleras de Vilcanota y Carabaya.
- Cranioleuca marcapatae weskei (Remsen, 1984) – sureste de Junín (Valle del Mantaro), norte de Ayacucho y oeste de Cuzco (cordillera de Vilcabamba), en el sureste de Perú.